# Hydrelia opedogramma
Hydrelia opedogramma là một loài bướm đêm trong họ Geometridae.